# Эмаэ
Эмаэ (англ. Émaé) — остров в островной группе Шеперд в архипелаге Новые Гебриды в Тихом океане. Входит в состав Республики Вануату (провинция Шефа).

## География

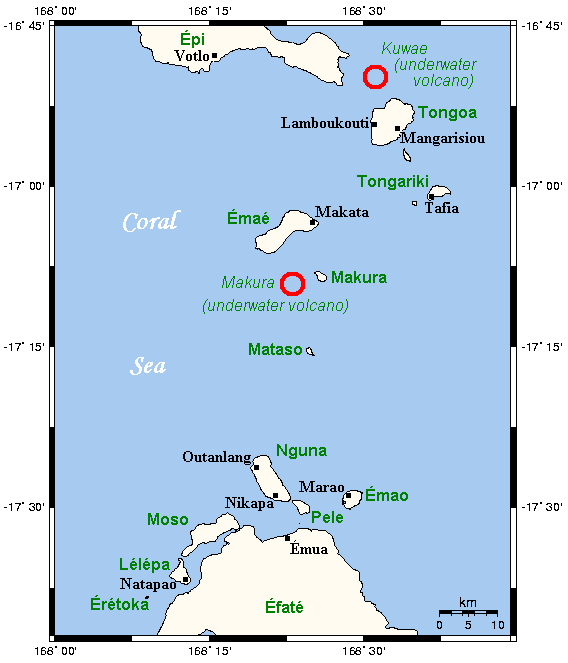
Карта островов Шеперд

Остров Эмаэ расположен в центральной части архипелага Новые Гебриды в Тихом океане. К северу расположен крупный остров Эпи, а к югу — Эфате. Ближайший материк, Австралия, находится на расстоянии 1200 км.
Эмаэ имеет коралловое происхождение и имеет два вулканических конуса. Длина острова составляет 11,3 км, ширина — 3,5 км. Высшая точка острова, гора Маунга-Ласи, достигает 644 м. Эмаэ окружён окаймляющим рифом.
Климат на Аоре влажный тропический. Среднегодовое количество осадков составляет около 2500 мм. Остров подвержен частым циклонам и землетрясениям.

## История
Острова Вануату были заселены примерно 2000 лет назад в ходе миграции населения через Соломоновы острова из северо-западной части Тихого океана и Папуа — Новой Гвинеи. Колонизация островов осуществлялась в ходе длительных морских плаваний на больших каноэ, которые могли вместить до 200 человек. С собой путешественники также брали некоторых полезных животных, семена сельскохозяйственных растений, которые впоследствии стали разводиться на новых землях.
В марте 1906 года Эмаэ, как и другие острова Новых Гебрид, стали совместным владением Франции и Британии, то есть архипелаг получил статус англо-французского кондоминиума.
30 июня 1980 года Новые Гебриды получили независимость от Великобритании и Франции, и остров Эмаэ стал территорией Республики Вануату.

## Население
В 2009 году численность населения острова составляла 743 человека.
Основными языками общения на острове являются бислама, французский и английский, хотя также существует местный язык эмаэ.

## Экономика
Основное занятие местных жителей — сельское хозяйство. На Эмаэ действует аэродром.